# Stygnoplus
Genre
Synonymes
- Styphelus Simon, 1879
- Parastygnoplus Goodnight & Goodnight, 1942
- Pseudostygnoplus Goodnight & Goodnight, 1942
- Ilhastygnus Roewer, 1943

Stygnoplus est un genre d'opilions laniatores de la famille des Stygnidae.

## Distribution
Les espèces de ce genre se rencontrent en Amérique du Sud et au Antilles.

## Liste des espèces
Selon World Catalogue of Opiliones (04/10/2021) :
- Stygnoplus antiguanus (Roewer, 1943)
- Stygnoplus biguttatus Pinto-da-Rocha, 1997
- Stygnoplus clavotibialis (Goodnight & Goodnight, 1947)
- Stygnoplus flavitarsis (Simon, 1879)
- Stygnoplus forcipatus (Koch, 1845)
- Stygnoplus granulosus Mello-Leitão, 1940
- Stygnoplus lomion Villarreal & Rodríguez-Manzanilla, 2004
- Stygnoplus longipalpus (Goodnight & Goodnight, 1942)
- Stygnoplus meinerti Sørensen, 1932
- Stygnoplus triacanthus (Koch, 1839)
- Stygnoplus trilineatus Pinto-da-Rocha, 1997
- Stygnoplus tuberculatus (Goodnight & Goodnight, 1942)

## Publication originale
- Simon, 1879 : « Essai d'une classification des Opiliones Mecostethi. Remarques synonymiques et descriptions d'espèces nouvelles. Première partie. » Annales de la Société Entomologique de Belgique, vol. 22, p. 183–241 (texte intégral).